# Маннанов, Назирулла Маннанович
Назирулла Маннанович Маннанов (16.03.1909, Ташкент — 22.09.1981, там же) — советский учёный и организатор производства в области хлопководства, член-корреспондент ВАСХНИЛ (1970), Герой Социалистического Труда (1957).

## Биография
Родился в Ташкенте. Окончил Среднеазиатский хлопковый институт им. Н. Э. Баумана (1934).
- 1934—1942 научный сотрудник, начальник Избаскентской комплексной бригады Всесоюзного н.-и. хлопкового института (СоюзНИХИ).
- 1942—1951 научный сотрудник отдела орошения Центральной станции удобрений и агропочвоведения СоюзНИХИ.
- 1951—1958 председатель колхоза им. Сталина Орджоникидзевского района Ташкентской области.
- 1958—1960 директор СоюзНИХИ.
- 1960—1961 академик-секретарь Отделения хлопководства Узбекской Академии с.-х. наук,
- 1961—1962 министр сельского хозяйства Узбекской ССР.
- 1962—1963 главный советник-организатор по сельскому хозяйству в республике Куба.
- 1963—1972 директор СоюзНИХИ, одновременно в 1965—1966 заместитель министра сельского хозяйства Узбекской ССР.
- 1972—1977 заместитель начальника Главного управления с.-х. науки, начальник Управления хлопководства МСХ Узбекской ССР.
- 1977—1981 председатель секции земледелия и химизации, член президиума Среднеазиатского отделения ВАСХНИЛ.

Депутат Верховного Совета СССР (1958).

## Научная деятельность
Научные интересы: система земледелия в Узбекистане, экономика многоотраслевого хлопководческого хозяйства, совершенствование технологии возделывания хлопчатника и культур хлопкового комплекса.

### Научные труды
Опубликовал около 100 научных трудов, в том числе:
- Опытно-показательные хозяйства — маяки производства // Сел. хоз-во Узбекистана. 1961. № 7. С. 3-8.
- Наука — хлопководству / соавт.: П. Н. Беседин, П. М. Бодров // Хлопководство. 1968. № 12. С. 9-13.
- Агротехнические меры борьбы с вертициллезным вилтом хлопчатника / соавт.: Г. И. Яровенко, Б. А. Эмих. — Ташкент: Узбекистан, 1970. — 23 с.
- Удобрение хлопчатника в севообороте / соавт.: Г. И. Яровенко и др. — Ташкент: Узбекистан, 1971. — 104 с.

## Награды и звания
Кандидат с.-х. наук (1954), член-корреспондент ВАСХНИЛ (1970). Действительный член Узбекской академии с.-х. наук (1957).
Герой Социалистического Труда (1957). Заслуженный деятель науки Узбекской ССР (1964). Награждён орденами Ленина (1957), 2 орденами Трудового Красного Знамени (1965, …), Красной Звезды (1944), медалями «За доблестный труд в Великой Отечественной войне 1941—1945 гг.», «За трудовую доблесть» (1946), почетными грамотами Президиума Верховного Совета Узбекской ССР, МСХ СССР.